# Ruy Alexandre Faria
Ruy Alexandre Faria (Cambuci, 31 de julho de 1937 — Rio de Janeiro, 11 de janeiro de 2018) foi um cantor brasileiro fundador e integrante do grupo MPB4, do qual foi membro entre os anos de 1964 e 2004. 

## Vida
Dentre os membros do grupo, Ruy era o mais velho e já tinha experiência como crooner em algumas casas do Rio de Janeiro. Largou o emprego no Banespa, na capital carioca, para atuar nos Centros Populares de Cultura - CPC, em conjunto com Miltinho, Magro e Aquiles. A escala vocal do Ruy era a 1ª voz, marcando musicalmente os arranjos das músicas do quarteto.
Em 2004, saiu do grupo após desentendimentos com Miltinho (Milton Lima dos Santos Filho), pois não concordava que ele assumisse a dianteira nos assuntos empresariais do grupo. Em seguida, foi substituído por Dalmo Medeiros, que ocupa atualmente sua posição vocal.
Em 2005, lançou em parceria com Carlinhos Vergueiro o disco "Só pra Chatear", com excelentes arranjos musicais e entrosamento entre os dois músicos. A marca vocal de Ruy continua vigorosa neste trabalho.
Em 2007, após 43 anos de formado pela Universidade Federal Fluminense - UFF, Ruy Faria conseguiu emitir seu registro como advogado pela Ordem dos Advogados do Brasil - OAB, seccional do Rio de Janeiro. Atuou em um dos conceituados escritórios na cidade.
Paralela à advocacia continuava excursionando e dirigia a peça "Calabar" de autoria de Ruy Guerra e Chico Buarque.
Faleceu por complicações decorrentes de uma pneumonia.

## Família
Ruy foi casado com Cynara, integrante do Quarteto em Cy. Os dois tiveram três filhos: João, Irene e Francisco. O casamento também rendeu boas parcerias musicais, como a música "Mar da Tranqüilidade" (com Aquiles, em 1968) e os LPs "Cobra de Vidro" (1978), "Bate-Boca" (1997), "Somos Todos Iguais Nesta Noite" (1998) e "Vinícius, a Arte do Encontro" (2000).
João (João Faria) e Francisco (Chico Faria) seguiram a carreira musical. O primeiro excursiona com artistas consagrados, como o MPB-4, e segue também carreira solo. Seu irmão Francisco também realiza estas atividades e lança também suas próprias composições.

## Discografia
- Só Pra Chatear (2005)